# Pier Tol
Cornelis Thomas Henri Maria Tol (Volendam, 12 luglio 1958) è un ex calciatore olandese, di ruolo attaccante.

## Palmarès

### Club

#### Competizioni nazionali
- Campionato olandese: 1

AZ Alkmaar: 1980-1981
- Coppa dei Paesi Bassi: 3

AZ Alkmaar: 1977-1978, 1980-1981, 1981-1982